# Bezirksamt Velburg
| Basisdaten          | Basisdaten                 |
| ------------------- | -------------------------- |
| Land:               | Bayern                     |
| Regierungsbezirk:   | Oberpfalz                  |
| Verwaltungssitz:    | Velburg                    |
| Fläche:             | 738,46 km²                 |
| Einwohner:          | 26.186 (1871)              |
| Bevölkerungsdichte: | 35 Einwohner je km² (1871) |
| Gliederung:         | 67 Gemeinden               |

Das Bezirksamt Velburg war von 1862 bis 1879 ein Verwaltungsbezirk in der Oberpfalz im Königreich Bayern. Die bayerischen Bezirksämter waren in ihrer Funktion und Größe vergleichbar mit einem Landkreis.

## Geschichte
Das Bezirksamt Velburg wurde im Rahmen der bayerischen Verwaltungsreform von 1862 aus dem Gebiet der Landgerichtsbezirke Parsberg und Kastl gebildet. Der Sitz des Bezirksamts war in der Stadt Velburg, die heute zum Landkreis Neumarkt in der Oberpfalz gehört. Zum 1. Januar 1880 wurde das Bezirksamt aufgelöst. Seine Gemeinden wurden den Bezirksämtern Neumarkt in der Oberpfalz und Parsberg zugeordnet.

## Gemeinden
Landgericht Kastl
| - Allersburg - Berg - Brunn - Deinschwang - Dietkirchen - Eismannsberg - Engelsberg - Gebertshofen | - Hagenhausen - Haimburg - Häuselstein - Hausen - Hausheim - Kastl - Laaber - Lauterhofen | - Litzlohe - Oberölsbach - Pettenhofen - Pfaffenhofen - Pfeffertshofen - Pilsach - Ransbach - Sindlbach | - Stöckelsberg - Thonhausen - Traunfeld - Trautmannshofen - Utzenhofen - Winkl - Wolfsfeld |

Landgericht Parsberg
| - Adertshausen - Batzhausen - Darshofen - Daßwang - Degerndorf - Deusmauer - Eichenhofen - Enslwang - Frabertshofen | - Geroldsee - Griffenwang - Großbissendorf - Günching - Hamberg - Hohenburg - Hohenfels - Hörmannsdorf - Lengenfeld | - Lupburg - Lutzmannstein - Mantlach b.Velburg - Markstetten - Oberweiling - Oberwiesenacker - Parsberg - Pielenhofen - Prönsdorf | - Raitenbuch - Reichertswinn - Ronsolden - Rudenshofen - See - Seubersdorf - Unterödenhart - Velburg, Stadt - Willenhofen |